# Zophorame gallonae
Zophorame gallonae är en spindelart som beskrevs av Raven 1990. Zophorame gallonae ingår i släktet Zophorame och familjen Barychelidae.
Artens utbredningsområde är Queensland. Inga underarter finns listade i Catalogue of Life.